# Sándor Bíró
Sándor Bíró (Füzesabony, 9 agosto 1911 – 7 ottobre 1988) è stato un calciatore ungherese, di ruolo difensore.

## Palmarès

### Club

#### Competizioni nazionali
- Campionato ungherese: 3

MTK Budapest: 1935-1936, 1936-1937
Újpest: 1945
- Coppa d'Ungheria: 1

III. Kerületi TVE: 1930-1931